# Oglala (South Dakota)
Oglala is een dorp en census-designated place in de Amerikaanse staat South Dakota. Het ligt in Oglala Lakota County en het Pine Ridge Indian Reservation. Oglala bevindt zich zo'n 25 kilometer ten noordwesten van Pine Ridge, de officieuze hoofdplaats van de county. In 2010 telde Oglala 1290 inwoners.

## Geografie
Volgens het United States Census Bureau beslaat de plaats een oppervlakte van 34,6 km², waarvan 2,3 km² oppervlaktewater. Het dorp ligt verspreid over beide oevers van de White Clay Creek. In het zuiden heeft de Oglala Dam uit 1941 Oglala Lake gecreëerd. De kleine dorpskern bevindt zich onmiddellijk ten noorden van de dam. De U.S. Route 18 doorkruist Oglala. De BIA-weg 41 leidt naar Red Shirt zo'n 60 kilometer noordwaarts.

## Demografie
Bij de volkstelling in 2010 werd het aantal inwoners vastgesteld op 1290. 99% van de inwoners is indiaan. In 1990 woonden er nog maar 422 mensen. 

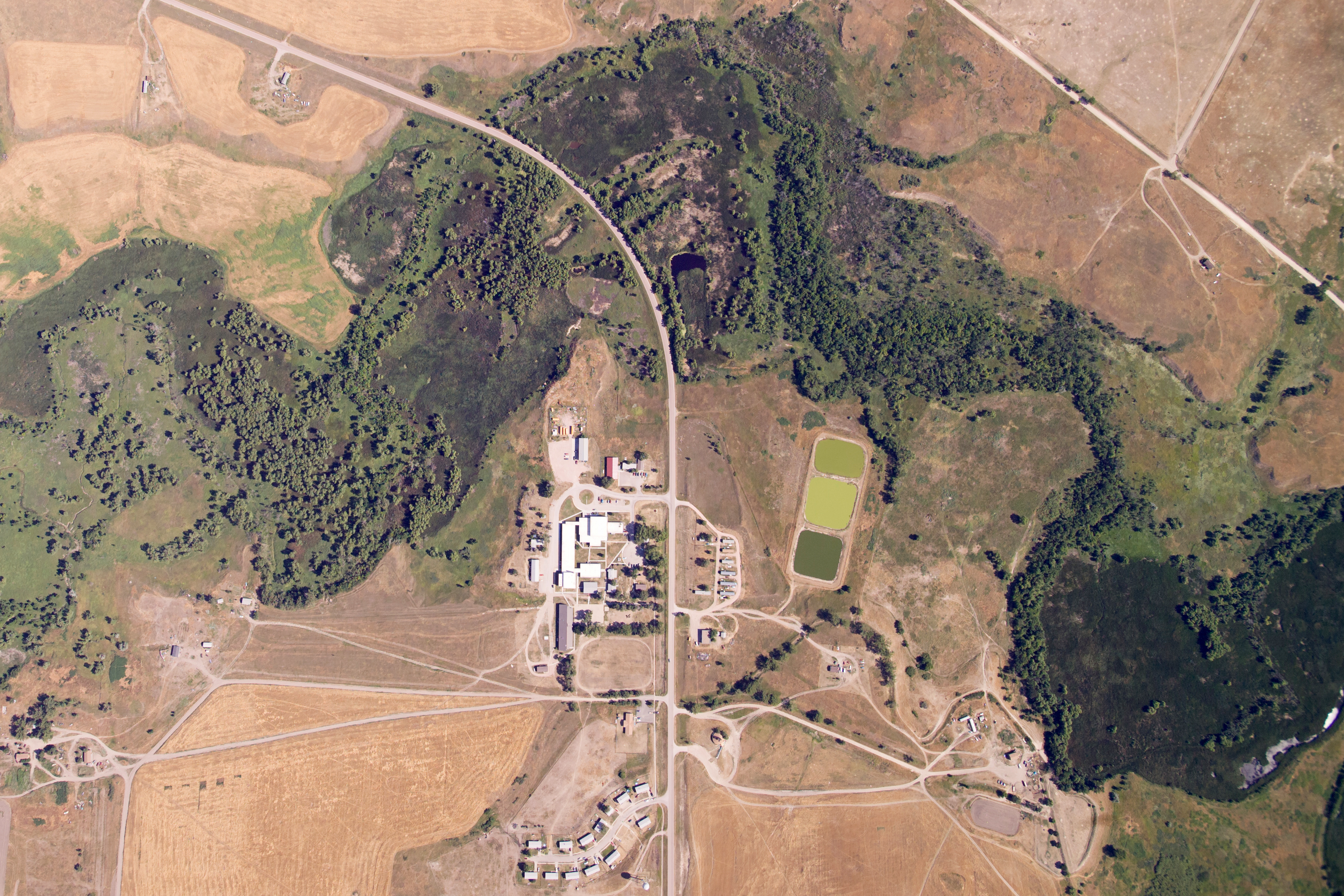
Luchtfoto van Loneman School in de noordwestelijke uithoek van het dorp